# Mayer (Minnesota)
Mayer ist eine US-amerikanische Gemeinde im Carver County im Bundesstaat Minnesota. Das U.S. Census Bureau hat bei der Volkszählung 2020 eine Einwohnerzahl von 2453 ermittelt.

## Geschichte
Mayer wurde 1875 als Poststation unter dem Namen Helvetia erstmals erwähnt. Den heutigen Namen erhielt die Gemeinde 1888 beim Bau der Great Northern Railway von für deren Errichtung zuständigen Beamten.

## Geographie
Die Gemeinde liegt im Süden des Bundesstaates am South Fork genannten Arm des Crow Rivers. Die Stadt Minneapolis ist rund 50 km entfernt.

Laut dem United States Census Bureau sind 3,6 km² der Gemeindefläche Land und 0,03 km² Wasserfläche.

## Verkehr und Infrastruktur
Nördlich von Mayer verläuft die Minnesota State Highway 7, unmittelbar durch den Ort die Minnesota State Highway 25.
In Mayer befinden sich verschiedene Schulen, unter anderem die Lutheran Highschool.
Außerdem steht hier das Heimatstadion der Mayer Blazers, einem der erfolgreichsten US-amerikanischen Baseballvereine.

## Persönlichkeiten
Die Siamesischen Zwillinge Abigail und Brittany Hensel (* 1990) gingen hier in die Lutheran Highschool.